# Zardinechinus
Zardinechinus is een geslacht van uitgestorven zee-egels uit de familie Triadocidaridae.

## Soorten
- Zardinechinus giulinii Kier, 1984
- Zardinechinus lancedelli Zardini, 1973
- Zardinechinus pulchellus Smith, 1994
- Zardinechinus regularis Smith, 1994
- Zardinechinus stanleyi Smith, 1994